# Escala de Beaufort

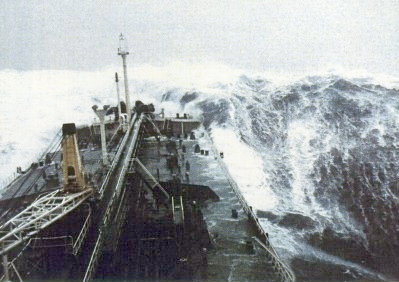
Escala Beaufort força 12

L′escala de Beaufort és una mesura empírica de la intensitat del vent i es basa principalment en l'estat de la mar, les onades i la força del vent. El nom complet és Escala de Beaufort de la força del vent, tot i que és una mesura de la velocitat del vent i no de la força en el sentit científic. Va ser creada el 1805 per Francis Beaufort, qui li va donar el nom. L'escala bàsica té dotze graus, i existeix una versió ampliada per a incloure els ciclons i altres fenòmens extrems.

## Història

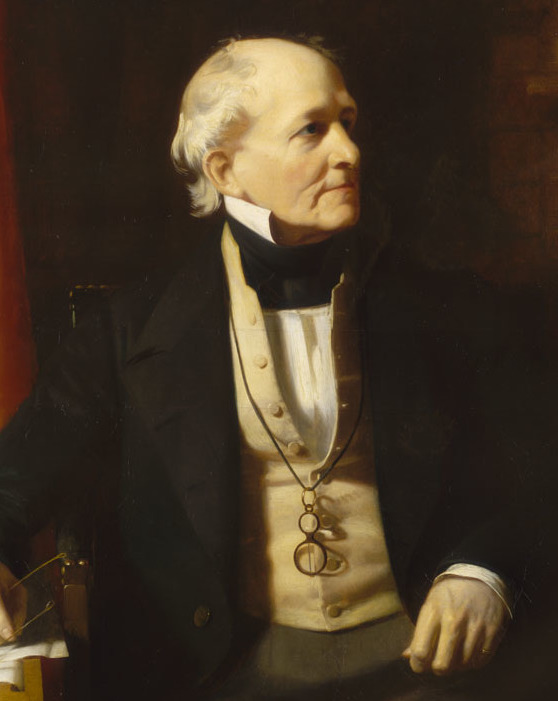
Sir Francis Beaufort

L'escala va ser ideada el 1805 per Francis Beaufort, oficial irlandès de la Marina Reial britànica, quan servia en un vaixell HMS Woolwich. Més tard, Sir Francis Beaufort esdevindria Contraalmirall de la Marina. L'escala que duu el seu nom va tenir una evolució llarga i complexa i va, des dels treballs previs d'altres (entre ells, els estudis de Daniel Defoe d'un segle abans) fins quan Beaufort va ser administrador superior de la Royal Navy a la dècada de 1830 que l'escala va ser adoptada oficialment i ser utilitzada per primera vegada. Aquest primer viatge va ser en un HMS Beagle sota el comandament del capità Robert FitzRoy, després de crear-se la primera Oficina de Meteorologia de Gran Bretanya (Met Office) i que s'encarregaria de fer previsions meteorològiques regularment. A principis del segle xix, els oficials de la Marina feien observacions meteorològiques regularment, però no hi havia una escala estàndard i aquestes podien ser molt subjectives – el "vent fort" d'un home podria ser «vent fluix» per un altre. Beaufort va aconseguir doncs estandarditzar una escala.
L'escala inicialment tenia dotze nivells (del zero al dotze) i no es basava en registres de la velocitat velocitat del vent, sinó en l'estat qualitatiu de les veles d'una fragata, llavors el vaixell principal de la Royal Navy, per l'acció del vent; alguns d'aquests qualificatius eren "suficient per mantenir la direcció" o "no hi ha lona de vela que ho suporti".

### Escala ampliada
L'escala de Beaufort es va ampliar el 1946 quan es van afegir les forces 13 a 17. No obstant això, les forces 13 a 17 estaven destinades a aplicar-se només en casos especials, com ara ciclons tropicals. Actualment, l'escala ampliada només s'utilitza a Taiwan, la Xina continental i Vietnam, que solen veure's afectats per tifons. A escala internacional, el Manual de serveis meteorològics marins de l'OMM (edició del 2012) definia l'escala de Beaufort només fins a força 12 i no hi havia cap recomanació sobre l'ús de l'escala ampliada.

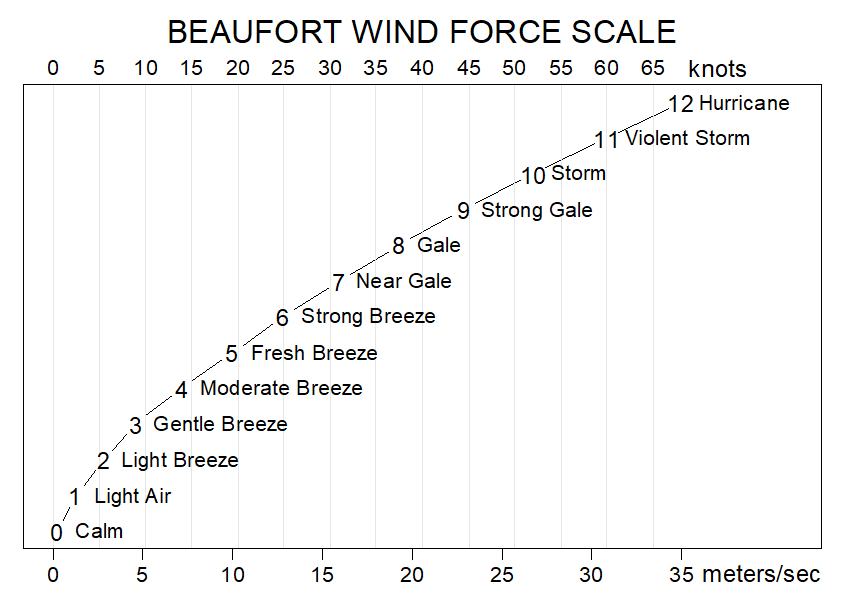
Gràfic de dades que mostra la força del vent Beaufort en unitats d'escala, nusos i metres/segon

La velocitat del vent a l'escala de Beaufort de 1946 es basa en la relació empírica:
- v = 0.836 B3/2 m/s
- v = 1.625 B3/2 nusos ({\displaystyle ={\frac {13}{8}}{\sqrt {B^{3}}}})

on v és la velocitat equivalent del vent a 10 metres sobre la superfície del mar i B és el número de l'escala Beaufort. Per exemple, B = 9,5 està relacionat amb 24,5 m/s que és igual al límit inferior de "10 Beaufort". Utilitzant aquesta fórmula, els vents més alts als huracans serien 23 a l'escala. Els tornados F1 de l'escala Fujita i T2 de l'escala TORRO també comencen aproximadament al final del nivell 12 de l'escala Beaufort, però són escales independents encara que els valors del vent de l'escala TORRO es basen en la llei de potència 3/2 que relaciona la velocitat del vent amb la força Beaufort.
L'altura de les ones a l'escala són per a les condicions a l'oceà obert, no la longitud de la costa.

## Força del vent
Històricament, l'escala Beaufort de la força del vent proporciona una descripció empírica de la velocitat del vent basant-ne en les condicions marines observades. Originalment tenia 13 nivells, però a la dècada del 1940 se l'amplià a 17 nivells.
| Classificacions generals del vent | Classificacions generals del vent       | Classificacions generals del vent | Classificacions de ciclons tropicals (mitjana sobre 10 minuts) | Classificacions de ciclons tropicals (mitjana sobre 10 minuts) | Classificacions de ciclons tropicals (mitjana sobre 10 minuts) | Classificacions de ciclons tropicals (mitjana sobre 10 minuts) | Classificacions de ciclons tropicals (mitjana sobre 10 minuts) | Classificacions de ciclons tropicals (mitjana sobre 10 minuts) | Classificacions de ciclons tropicals (mitjana sobre 10 minuts) |
| Escala de Beaufort                | Vent sostinguts sobre 10 minuts (nusos) | Terme general                     | N Oceà Índic IMD                                               | SO Oceà Índic MF                                               | Austràlia BOM                                                  | SO Pacífic FMS                                                 | NO Pacífic JMA                                                 | NO Pacífic JTWC                                                | NE Pacífic & N Atlantic NHC & CPHC                             |
| --------------------------------- | --------------------------------------- | --------------------------------- | -------------------------------------------------------------- | -------------------------------------------------------------- | -------------------------------------------------------------- | -------------------------------------------------------------- | -------------------------------------------------------------- | -------------------------------------------------------------- | -------------------------------------------------------------- |
| 0                                 | <1                                      | Calma                             | Depressió                                                      | Pertorbació tropical                                           | Depressió tropical                                             | Depressió tropical                                             | Depressió tropical                                             | Depressió tropical                                             | Depressió tropical                                             |
| 1                                 | 1–3                                     | Ventolina                         | Depressió                                                      | Pertorbació tropical                                           | Depressió tropical                                             | Depressió tropical                                             | Depressió tropical                                             | Depressió tropical                                             | Depressió tropical                                             |
| 2                                 | 4–6                                     | Vent fluixet                      | Depressió                                                      | Pertorbació tropical                                           | Depressió tropical                                             | Depressió tropical                                             | Depressió tropical                                             | Depressió tropical                                             | Depressió tropical                                             |
| 3                                 | 7–10                                    | Vent fluix                        | Depressió                                                      | Pertorbació tropical                                           | Depressió tropical                                             | Depressió tropical                                             | Depressió tropical                                             | Depressió tropical                                             | Depressió tropical                                             |
| 4                                 | 11–16                                   | Vent moderat                      | Depressió                                                      | Pertorbació tropical                                           | Depressió tropical                                             | Depressió tropical                                             | Depressió tropical                                             | Depressió tropical                                             | Depressió tropical                                             |
| 5                                 | 17–21                                   | Vent fresquet                     | Depressió                                                      | Pertorbació tropical                                           | Depressió tropical                                             | Depressió tropical                                             | Depressió tropical                                             | Depressió tropical                                             | Depressió tropical                                             |
| 6                                 | 22–27                                   | Vent fresc                        | Depressió                                                      | Pertorbació tropical                                           | Depressió tropical                                             | Depressió tropical                                             | Depressió tropical                                             | Depressió tropical                                             | Depressió tropical                                             |
| 7                                 | 28–29                                   | Vent fort                         | Depressió profunda                                             | Depressió tropical                                             | Depressió tropical                                             | Depressió tropical                                             | Depressió tropical                                             | Depressió tropical                                             | Depressió tropical                                             |
| 7                                 | 30–33                                   | Vent fort                         | Depressió profunda                                             | Depressió tropical                                             | Depressió tropical                                             | Depressió tropical                                             | Depressió tropical                                             | Depressió tropical                                             | Depressió tropical                                             |
| 8                                 | 34–40                                   | Temporal                          | Tempesta ciclònic                                              | Tempesta tropical moderada                                     | Cicló tropical (1)                                             | Cicló tropical (1)                                             | Tempesta tropical                                              | Tempesta tropical                                              | Tempesta tropical                                              |
| 9                                 | 41-47                                   | Temporal fort                     | Tempesta ciclònic                                              | Tempesta tropical moderada                                     | Cicló tropical (1)                                             | Cicló tropical (1)                                             | Tempesta tropical                                              | Tempesta tropical                                              | Tempesta tropical                                              |
| 10                                | 48–55                                   | Temporal molt fort                | Tempesta ciclònica forta                                       | Tempesta tropical forta                                        | Cicló tropical (2)                                             | Cicló tropical (2)                                             | Tempesta tropical forta                                        | Tempesta tropical                                              | Tempesta tropical                                              |
| 11                                | 56–63                                   | Tempesta                          | Tempesta ciclònica forta                                       | Tempesta tropical forta                                        | Cicló tropical (2)                                             | Cicló tropical (2)                                             | Tempesta tropical forta                                        | Tempesta tropical                                              | Tempesta tropical                                              |
| 12                                | 64–72                                   | Huracà                            | Tempesta ciclònica molt forta                                  | Cicló tropical                                                 | Cicló tropical fort (3)                                        | Cicló tropical fort (3)                                        | Tifó                                                           | Tifó                                                           | Huracà (1)                                                     |
| 13                                | 73–85                                   | Huracà                            | Tempesta ciclònica molt forta                                  | Cicló tropical                                                 | Cicló tropical fort (3)                                        | Cicló tropical fort (3)                                        | Tifó                                                           | Tifó                                                           | Huracà (2)                                                     |
| 14                                | 86–89                                   | Huracà                            | Tempesta ciclònica molt forta                                  | Cicló tropical                                                 | Cicló tropical intens (4)                                      | Cicló tropical fort (4)                                        | Tifó                                                           | Tifó                                                           | Gran huracà (3)                                                |
| 15                                | 90–99                                   | Huracà                            | Tempesta ciclònica molt forta                                  | Cicló tropical intens                                          | Cicló tropical intens (4)                                      | Cicló tropical fort (4)                                        | Tifó                                                           | Tifó                                                           | Gran huracà (3)                                                |
| 16                                | 100–106                                 | Huracà                            | Tempesta ciclònica molt forta                                  | Cicló tropical intens                                          | Cicló tropical intens (4)                                      | Cicló tropical fort (4)                                        | Tifó                                                           | Tifó                                                           | Gran huracà (4)                                                |
| 17                                | 107–114                                 | Huracà                            | Tempesta ciclònica molt forta                                  | Cicló tropical intens                                          | Cicló tropical fort (5)                                        | Cicló tropical fort (5)                                        | Tifó                                                           | Tifó                                                           | Gran huracà (4)                                                |
| 17                                | 115–119                                 | Huracà                            | Tempesta ciclònica molt forta                                  | Cicló tropical molt intens                                     | Cicló tropical fort (5)                                        | Cicló tropical fort (5)                                        | Tifó                                                           | Supertifó                                                      | Gran huracà (4)                                                |
| 17                                | >120                                    | Huracà                            | Supertempesta ciclònica                                        | Cicló tropical molt intens                                     | Cicló tropical fort (5)                                        | Cicló tropical fort (5)                                        | Tifó                                                           | Supertifó                                                      | Gran huracà (5)                                                |

L'escala de Beaufort no és una escala exacta ni objectiva; es basava en l‟observació visual i subjectiva d‟un vaixell i del mar. Posteriorment, es van determinar les corresponents velocitats integrals del vent, però els valors en diferents unitats mai no es van fer equivalents.
L'escala s'utilitza a les previsions de navegació emeses per BBC Radio 4 al Regne Unit, i a les Previsions de la zona marítima de Met Éireann, el Servei Meteorològic irlandès. Met Éireann emet un "Avís per a embarcacions petites" si s'esperen vents de força Beaufort 6 (velocitat mitjana del vent superior a 22 nusos) fins a 10 milles nàutiques mar endins. Met Éireann emet altres avisos per a les aigües costaneres irlandeses, que es consideren les que s'estenen a 30 milles de la costa, i el Mar d'Irlanda o una part: Els "Avisos de Temporal" s'emeten si s'esperen vents de força Beaufort 8; els "Avisos de Temporal Fort" s'emeten si s'esperen vents de força Beaufort 9 o ratxes freqüents d'almenys 52 nusos. Els "Avisos de força de tempesta" s'emeten si s'esperen vents de força Beaufort 10 o ratxes freqüents d'almenys 61 nusos; els "Avisos de força de tempesta violenta" s'emeten si s'esperen vents de força Beaufort 11 o ratxes freqüents d'almenys 69 nusos; els "Avisos de força d'huracà" s'emeten si s'esperen vents de més de 64 nusos.
Aquesta escala també s'utilitza àmpliament als Països Baixos, Alemanya, Grècia, Xina, Taiwan, Hong Kong, Malta i Macau, encara que amb algunes diferències entre ells Taiwan utilitza l'escala de Beaufort amb l'ampliació a 17 assenyalada anteriorment, la Xina també va canviar a aquesta versió ampliada sense previ avís el 15 de maig de 2006, i l'escala ampliada es va posar en marxa immediatament per al tifó Chanchu. Hong Kong i Macau mantenen la força 12 com a màxima.
Als Estats Units d'Amèrica, els vents de força 6 o 7 donen lloc a l'emissió d'un avís per a embarcacions petites, i els vents de força 8 o 9 a un avís de vendaval, força 10 o 11 un avís de tempesta (s'emet un avís de tempesta tropical en lloc dels dos últims si els vents estan relacionats amb un cicló tropical), i força 12 un avís de vent huracanat (o avís d'huracà si està relacionat amb un cicló tropical). Als establiments costaners es desplega un conjunt de banderes vermelles d'avís (llum diürna) i llums vermelles d'avís (nit) que coincideixen amb els diferents nivells d'avís.
Al Canadà, els vents marítims pronosticats en el rang de 6 a 7 es designen com a "forts"; 8 a 9 "força de vendaval"; 10 a 11 "força de tempesta"; 12 "força d'huracà". El Servei Meteorològic del Ministeri de Medi Ambient del Canadà emet els avisos de vent corresponents: avís de vent fort, avís de vendaval (força del vent), avís de tempesta (força del vent) i avís de vent huracanat. Aquestes designacions es van estandarditzar en l'àmbit nacional el 2008, mentre que "vent fluix" pot referir-se a 0 a 12 o 0 a 15 nusos i "vent moderat" a 12 a 19 o 16 a 19 nusos, depenent del costum, definició o pràctica regional. Abans de 2008, Environment Canada es referia a un "avís de vent fort" com un "avís per a embarcacions petites", similar a la terminologia nord-americana (Canadà i EUA tenen en comú els Grans Llacs).